# Kazuya Sunamori
Kazuya Sunamori (砂森 和也 Sunamori Kazuya?, nacido el 2 de septiembre de 1990 en Chiba) es un futbolista japonés que se desempeña como defensa.

## Trayectoria

### Clubes
| Club              | País  | Año               |
| ----------------- | ----- | ----------------- |
| Honda FC          | Japón | 2013 - 2015       |
| Kamatamare Sanuki | Japón | 2016 - 2017       |
| Azul Claro Numazu | Japón | 2018 - 2019       |
| Kagoshima United  | Japón | 2019 - actualidad |

## Estadística de carrera

### J. League
| Club              | Año   | J. League | J. League | Copa J. League | Copa J. League | Total | Total |
| Club              | Año   | Part.     | Goles     | Part.          | Goles          | Part. | Goles |
| ----------------- | ----- | --------- | --------- | -------------- | -------------- | ----- | ----- |
| Kamatamare Sanuki | 2016  | 13        | 0         | -              | -              | 13    | 0     |
| Kamatamare Sanuki | 2017  | 0         | 0         | -              | -              | 0     | 0     |
| Total             | Total | 13        | 0         | 0              | 0              | 13    | 0     |